# Klinga mina klockor (musikalbum)
Klinga mina klockor släpptes 1987 och är det första studioalbumet av Benny Andersson. Inspelningarna är gjorda i Berwaldhallen och i Polar Studios i Stockholm av Michael B. Tretow.

## Låtlista
| Nr | Låt                       | Musik | Text          | Längd |
| -- | ------------------------- | ----- | ------------- | ----- |
| 1  | Inledningsvisa            |       | -             |       |
| 2  | Lottis schottis           |       | -             |       |
| 3  | Födelsedagsvals till Mona |       | -             |       |
| 4  | Om min syster             |       | -             |       |
| 5  | Efter regnet              |       | Mats Nörklit  |       |
| 6  | Ludvigs leksakspolka      |       | -             |       |
| 7  | Gladan                    |       | -             |       |
| 8  | Långsammazurkan           |       | -             |       |
| 9  | Tittis sång1              |       | -             |       |
| 10 | Trolskan                  |       | -             |       |
| 11 | Klinga mina klockor1      |       | Björn Ulvaeus |       |

1 Anders Eljas och Benny Andersson har arrangerat musiken tillsammans och Eljas har orkestrerat.

## Medverkande
Inledningsvisa
- Leif, Nicke, Perra, Olle och Kalle - Fiol
- Benny - Dragspel

Lottis Schottis
- Leif, Nicke, Perra, Olle och Kalle - Fiol
- Benny - Dragspel

Födelsedagsvals till Mona
- Leif och Olle - Fiol
- Kalle - Kontrabas
- Perra - Klarinett
- Nicke - Gitarr
- Björn Skifs - Trumpet
- Mats Nörklit och Benny Andersson - Dragspel

Om min syster
- Leif, Nicke, Perra och Kalle - Fiol
- Olle - Altfiol
- Benny Andersson - Synclavier
- Perra - Spilåpipa

Efter regnet
- Karin Glenmark och Tommy Körberg - Sång
- Benny Andersson - Flygel och synclavier.

Ludvigs leksakspolka
- Benny Andersson - Synclavier

Gladan
- Leif, Nicke, Perra, Olle och Kalle - Fiol
- Benny - Dragspel och synclavier
- Kalle - Hojtar

Långsammazurkan
- Leif, Nicke, Perra, Olle och Kalle - Fiol
- Benny - Dragspel och synclavier

Tittis sång
- Medlemmar ur Radiosymfonikerna under ledning av Anders Eljas

Trolskan
- Leif, Nicke, Perra, Olle, Kalle och Benny

Klinga mina klockor
- Medlemmar ur Radiosymfonikerna under ledning av Anders Eljas.
- Önskekören - Lena Andersson, Eva Dahlgren, Yvonne Erlandsson, Monica Forsberg, Ingela Forsman, Karin Glenmark, Maritza Horn, Anna-Lotta Larsson, Mia Lindgren, Johanna Lundberg, Anni-Frid Lyngstad, Siw Malmkvist, Nanne Nordqvist, Diana Nunez, Lena Philipsson, Anne-Lie Rydé, Barbro Svensson, Monica Svensson, Pernilla Wahlgren, Angelique Widengren & Liza Öhman.